# Boom a fejbe!
A Boom a fejbe! című kislemez Ganxsta Zolee és a Kartel második promóciós kiadványa, mely 1996-ban jelent meg bakelit lemezen. A címadó dal mellett a Figyeld magad című dal, valamint az Oh Yeah című is felkerült a lemezre.

## Megjelenések
12" promo  Magyarország Epic – SAMP 3300, Sony Music Entertainment (Hungary) – 48-003300-20

- A1	Boom A Fejbe!
- A2	Boom A Fejbe! (Clean Version)
- A3	Boom A Fejbe! (Instrumental Version)
- B1	Figyeld Magad!
- B2	Figyeld Magad! (Clean Version)
- B3	Oh, Yeah! (Instrumental Version)